# سيرهي أتلكين
سيرهي أتلكين (8 يناير 1972 - 1 أكتوبر 2020)، هو لاعب كرة قدم أوكراني. أصبح أتيلكين أول لاعب من أوكرانيا المستقلة يلعب في الدوري الإيطالي.

## وفاته
حسب الموقع الإلكتروني الرسمي لـ [شاختار]، فإن سرحي أتلكين أصيب بنوبة قلبية في بداية ديسمبر / كانون الأول 2008.
توفي أتلكين بنوبة قلبية ثانية في 1 أكتوبر 2020، عن عمر يناهز 48 عامًا.

## روابط خارجية
- سيرهي أتلكين على موقع الاتحاد الدولي (مؤرشف)  (الإنجليزية)
- سيرهي أتلكين على موقع اتحاد أوكرانيا (الإنجليزية)
- سيرهي أتلكين على موقع قاعدة بيانات كرة القدم.إي يو (الإنجليزية)
- سيرهي أتلكين على موقع ناشيونال فوتبول تيمز (الإنجليزية)
- سيرهي أتلكين على موقع Soccerway.com (الإنجليزية)
- سيرهي أتلكين على موقع عالم كرة القدم.نت (الإنجليزية)